# Jacques Égide du Han
Jacques Égide du Han, né le 14 mars 1685 à Jandun et mort le 3 janvier 1746 à Berlin, parfois nommé Jacques Égide Duhan de Jandun, fut le précepteur de Frédéric II de Prusse.

## Biographie
Son père, Philippe du Han, était seigneur de Jandun et conseiller d’État & privé, et sa mère, Marie d'Auger, était la fille de Juliadon d'Auger, lieutenant général et gouverneur des villes et citadelles de Mézières et Charleville. Philippe du Han, huguenot, avait quitté la France après la révocation de l'édit de Nantes, pour se rendre à Berlin en 1687 ; il y fut d'abord secrétaire du grand électeur puis conseiller d'ambassade et de révision. Sa femme et son fils l'y rejoignirent en 1690.
Jacques Égide suivit ses premières études au collège français de Berlin, sous l'égide de Mathurin Veyssière de La Croze, puis de Philippe Naudé.
Le comte de Dohna lui confia le rôle de gouverneur de son fils Albert-Christophe. Il accompagna son élève au siège de Stralsund en 1715, et il y servit même en qualité de volontaire. Il s'y fit remarquer par le roi Frédéric-Guillaume Ier de Prusse qui se résolut à l'employer dans l'éducation de son fils, le prince royal.
Ce prince, qui allait devenir Frédéric II, n'avait que quatre ans lorsque du Han lui servit de précepteur en 1716 ; il le fut jusqu'en 1727. Pour le récompenser de ses services, le roi Frédéric-Guillaume Ier le nomma, cette année-là, conseiller de la justice allemande et de la justice supérieure française.  
En 1730, le 3 septembre, ce roi, mécontent des fréquentations de son fils, exila du Han à Memel où il resta jusqu'en 1732, époque à laquelle il fut affecté à la cour de Louis-Rodolphe de Brunswick-Wolfenbüttel, l’aïeul de la reine de Prusse ; il y resta jusqu'en 1740. Cette année-là, Frédéric II, succédant à son père sur le trône de Prusse, le rappela auprès de lui, à Berlin.
En janvier 1744, il fut nommé membre de l'Académie royale des sciences de Prusse.
Il avait suivi Frédéric II dans sa campagne militaire de 1741, il en revint malade. Il mourut, dans la souffrance,  de cette maladie en janvier 1746.